# Schœlcher
 Schœlcher es una comuna de Francia situada la zona central del departamento insular antillano de Martinica.

## Características generales

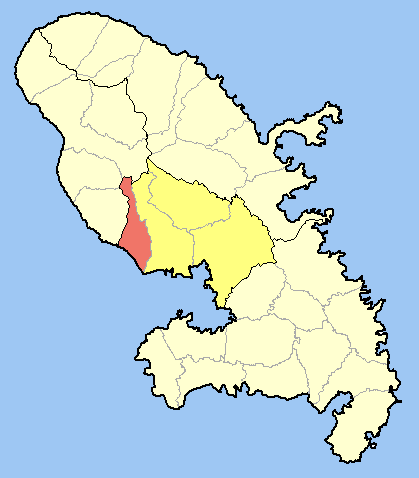
Ubicación de Schoelcher en la prefectura de Fort-de-France dentro del departamento de Martinica.

Cuenta con una población de 21.419 habitantes y un área de 21,17 km², para una densidad de 933 hab./km². La localidad se encuentra del lado Caribe de la isla.
Antiguamente se llamó Case-navire, pero fue rebautizada en honor a Victor Schoelcher, un ferviente antiesclavista.